# Bopyrinella thorii
Bopyrinella thorii är en kräftdjursart som först beskrevs av Richardson 1904.  Bopyrinella thorii ingår i släktet Bopyrinella och familjen Bopyridae.
Artens utbredningsområde är Mexikanska golfen. Inga underarter finns listade i Catalogue of Life.